# Hornfische
Die Hornfische (Triacanthodidae) sind eine Familie der Kugelfischverwandten (Tetraodontiformes). Der deutsche Trivialname ist nicht eindeutig, da man unter Hornfischen auch die Balistidae und die Belonidae begreift.

## Merkmale
Wie bei den Drückerfischen und Feilenfischen ist der erste Strahl der Rückenflosse zu einem starken Stachel ausgebildet. Zusätzlich haben sie anstelle der Bauchflossen je einen Stachel – sie ähneln dadurch den Dreistachlern, die aber auch über den Drücker-Mechanismus verfügen. Ihre Schwanzflosse endet stumpf oder ist abgerundet. Bei den Gattungen Halimochirurgus und Macrorhamphosodes ist das Maul zu einer stark verlängerten Mundröhre umgewandelt.
Flossenformel: Dorsale 12–18 Anale 11–16

## Lebensweise
Über die Lebensweise der Hornfische ist wenig bekannt. Sie leben bodennah in Tiefen von 50 bis 2000 Metern in tropischen und subtropischen Bereichen des Indopazifik und des westlichen Atlantik. Hornfische werden zwischen 4,5 und 22 Zentimeter groß.

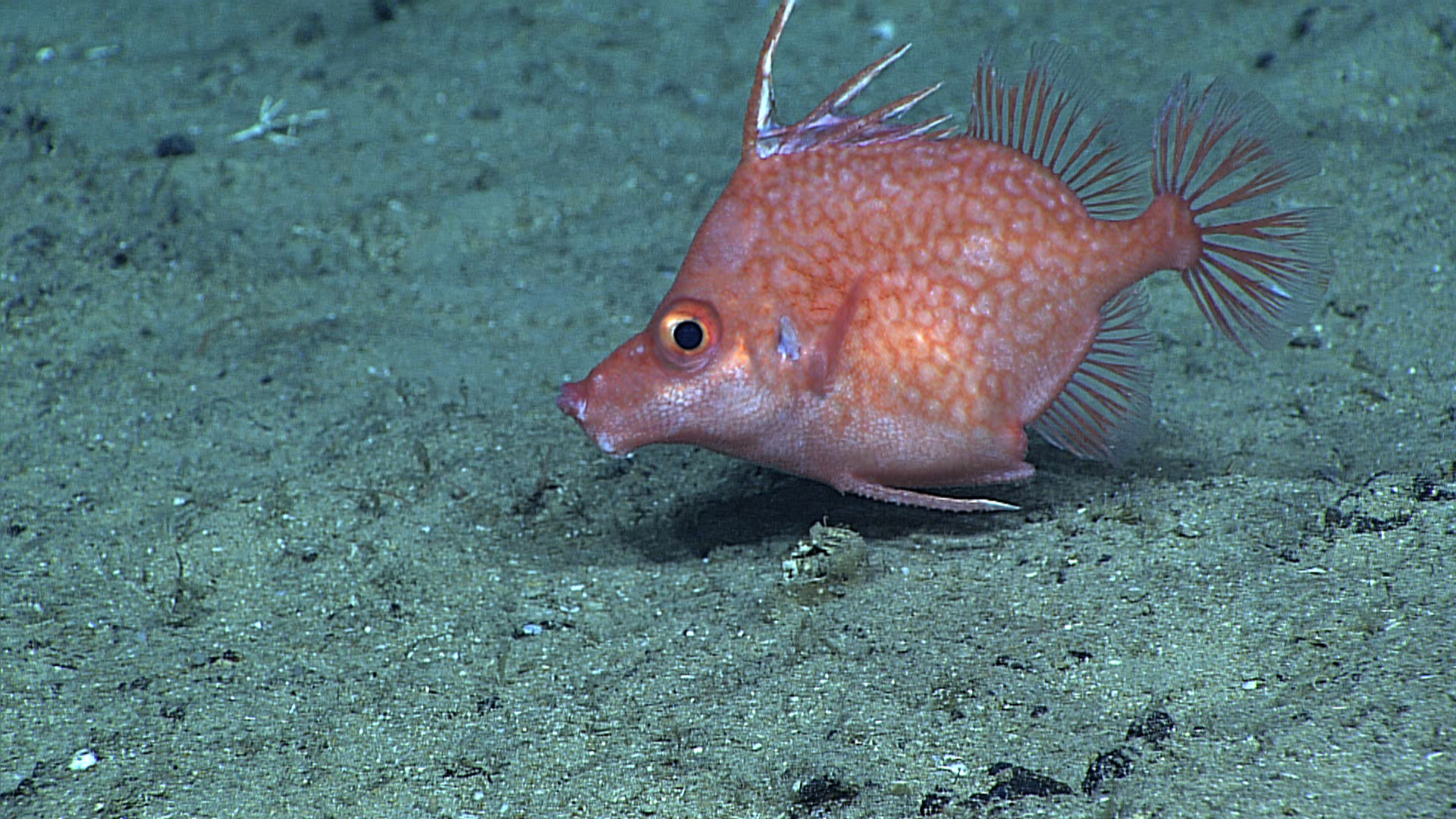
Hollardia goslinei

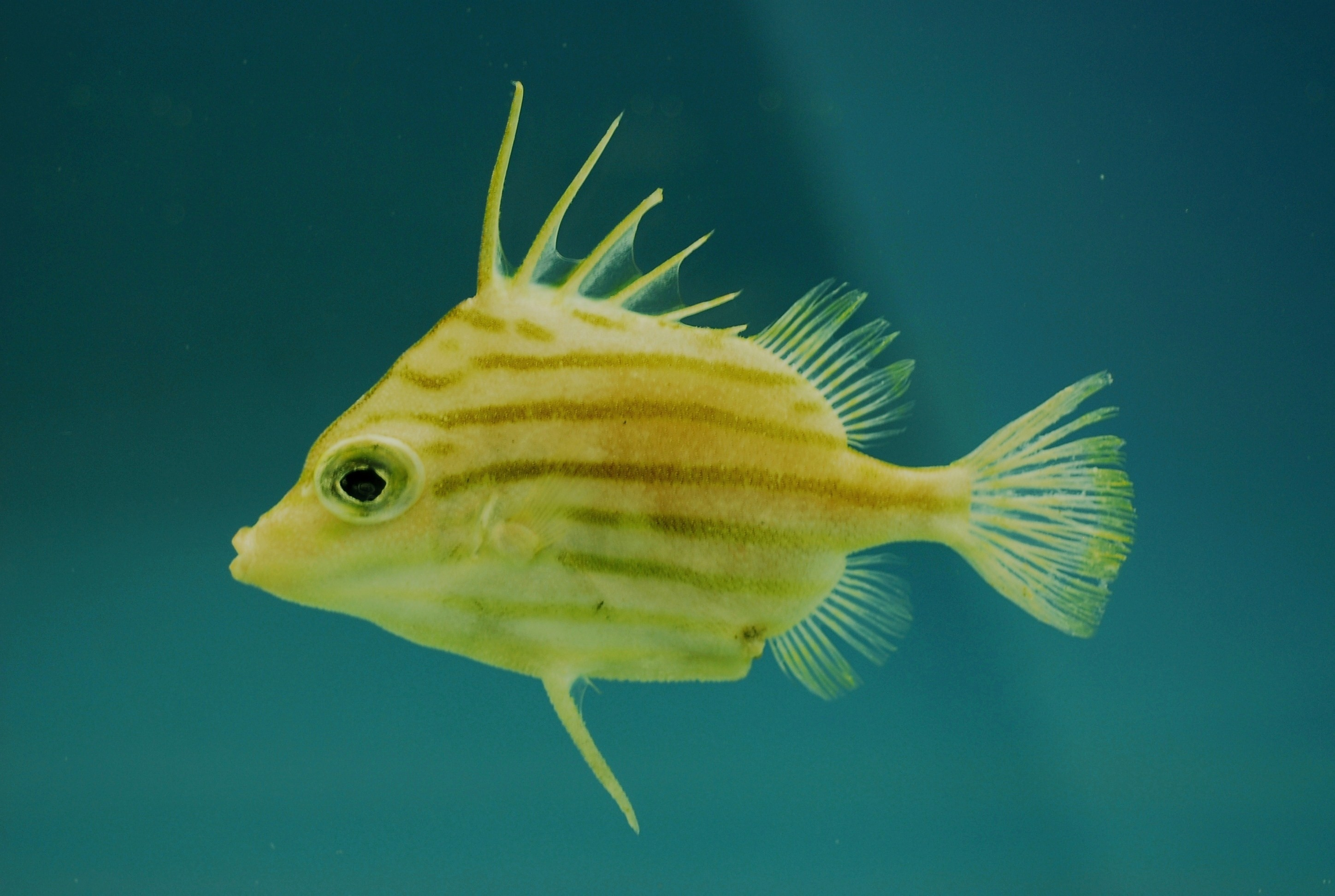
Parahollardia lineata

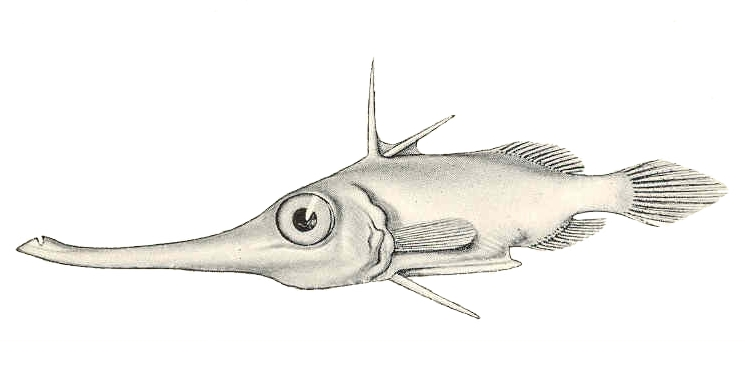
Halimochirugus centriscoides

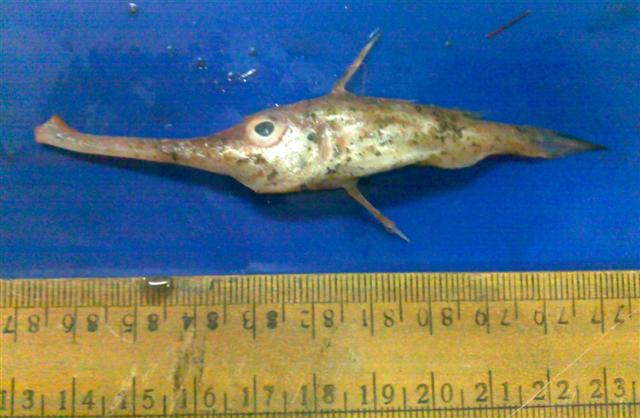
Macrorhamphosodes platycheilus

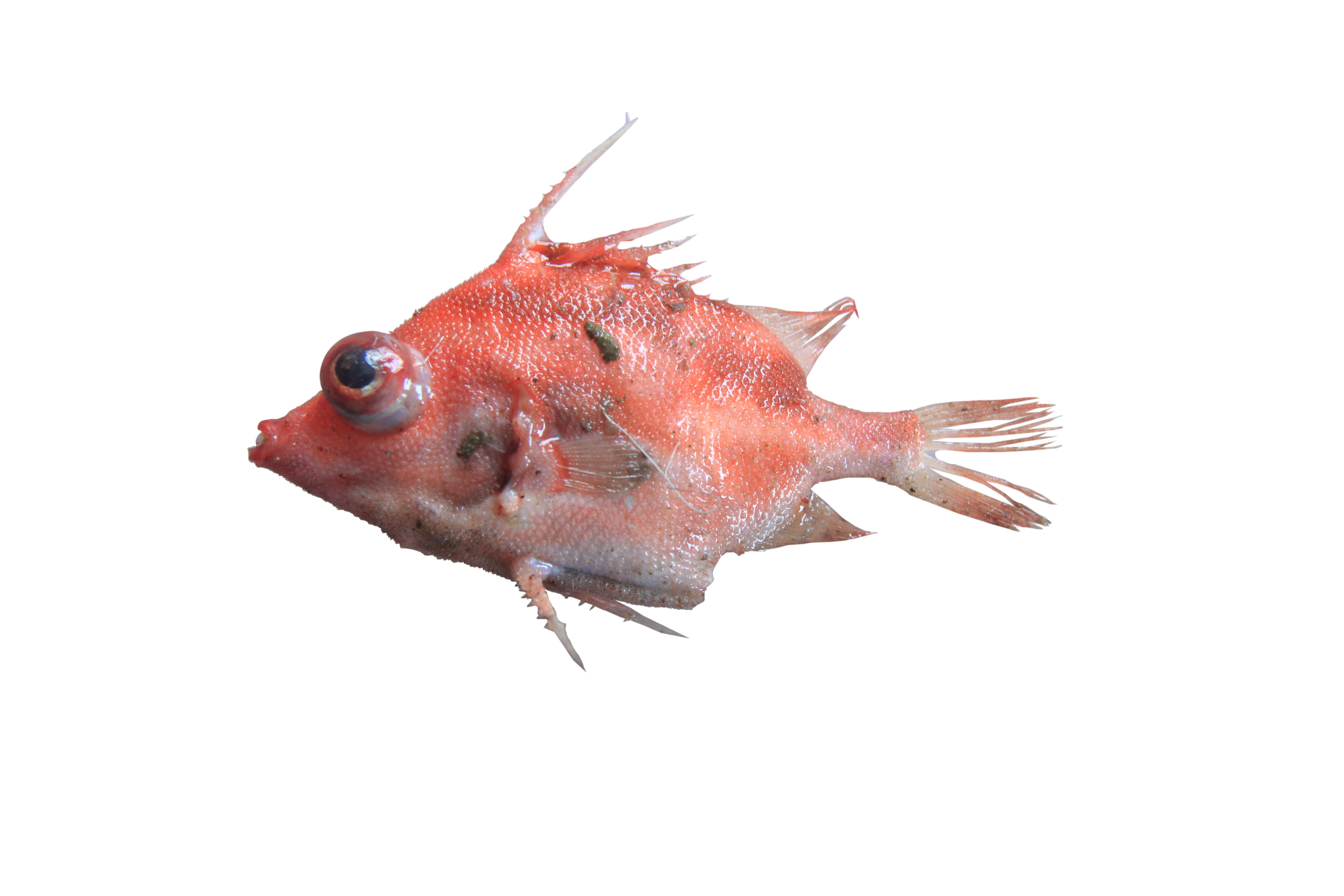
Paratriacanthodes retrospinis

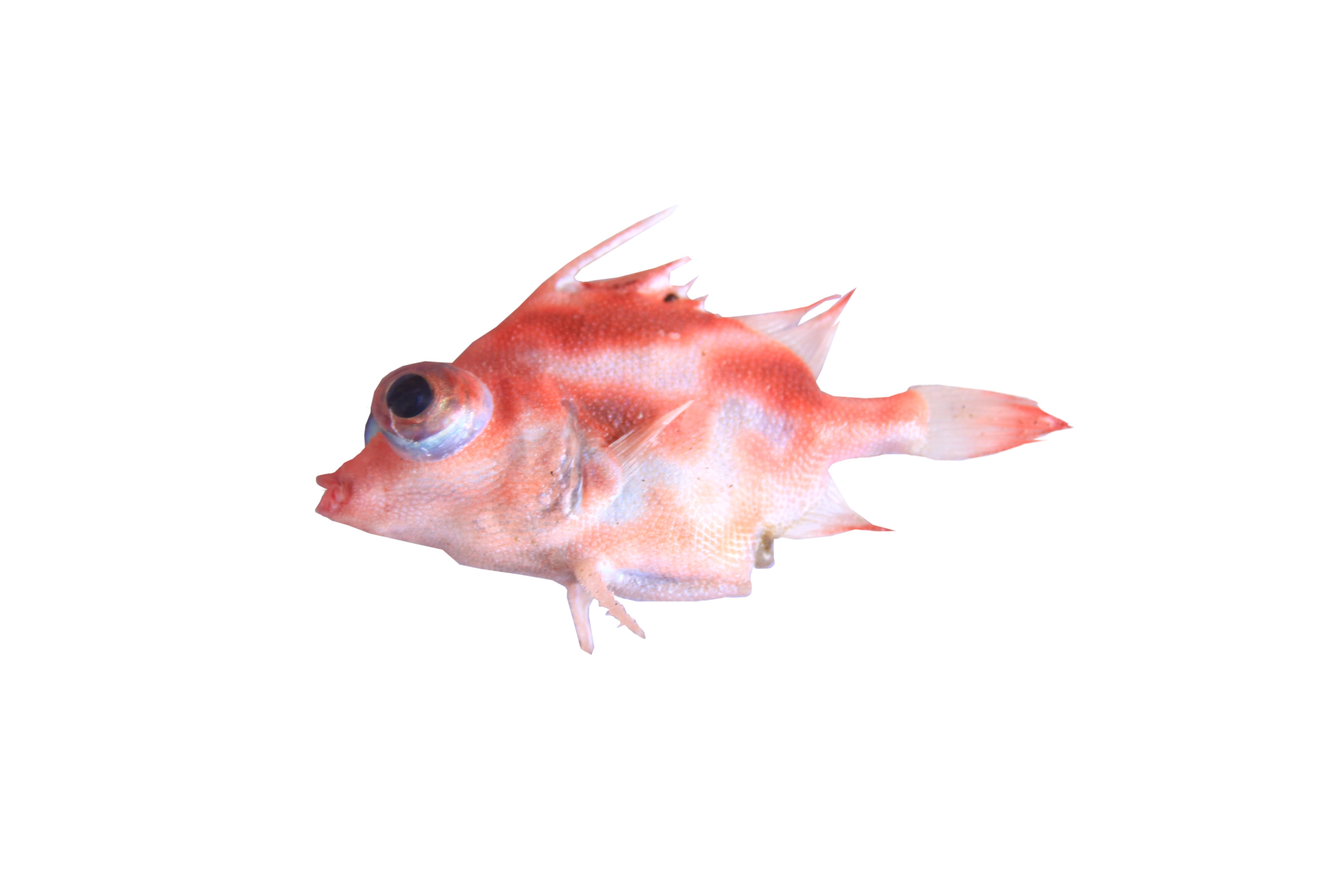
Triacanthodes ethiops

## Systematik
Es gibt 24 Arten in 11 Gattungen und zwei Unterfamilien:
- Unterfamilie Hollardinae, vier Arten im westlichen Atlantik, eine Art bei Hawaii
  - Gattung Hollardia Poey, 1861
    - Hollardia goslinei Tyler, 1968
    - Hollardia hollardi Poey, 1861
    - Hollardia meadi Tyler, 1966

  - Gattung Parahollardia Fraser-Brunner, 1941
    - Parahollardia lineata (Longley, 1935)
    - Parahollardia schmidti Woods, 1959
- Unterfamilie Triacanthodinae, eine Art im westlichen Atlantik, 17 Arten im Indopazifik
  - Gattung Atrophacanthus Fraser-Brunner, 1950
    - Atrophacanthus japonicus (Kamohara, 1941)

  - Gattung Bathyphylax Myers, 1934
    - Bathyphylax bombifrons Myers, 1934
    - Bathyphylax omen Tyler, 1966
    - Bathyphylax pruvosti Santini, 2006

  - Gattung Halimochirurgus Alcock, 1899
    - Halimochirurgus alcocki Weber, 1913
    - Halimochirurgus centriscoides Alcock, 1899

  - Gattung Johnsonina Myers, 1934
    - Johnsonina eriomma Myers, 1934

  - Gattung Macrorhamphosodes Fowler, 1934
    - Macrorhamphosodes platycheilus Fowler, 1934
    - Macrorhamphosodes uradoi (Kamohara, 1933)

  - Gattung Mephisto Tyler, 1966[1]
    - Mephisto albomaculosus Matsuura et al., 2018
    - Mephisto fraserbrunneri Tyler, 1966

  - Gattung Paratriacanthodes Fowler, 1934
    - Paratriacanthodes abei Tyler, 1997
    - Paratriacanthodes herrei Myers, 1934
    - Paratriacanthodes retrospinis Fowler, 1934

  - Gattung Triacanthodes Bleeker, 1858
    - Triacanthodes anomalus (Temminck & Schlegel, 1850)
    - Triacanthodes ethiops Alcock, 1894
    - Triacanthodes indicus Matsuura, 1982
    - Triacanthodes intermedius Matsuura & Fourmanoir, 1984

  - Gattung Tydemania Weber, 1913
    - Tydemania navigatoris Weber, 1913

Neben den rezenten sind drei fossile Gattungen aus dem mittleren Eozän von Monte Bolca in Italien bekannt: Eoplectus, Spinacanthus und Zignoichthys.